# Spanish-led Battlegroup
Spanish-led Battlegroup var en av EU:s snabbinsatsstykor. Styrkan stod i parallell beredskap med Nordic Battlegroup 08 under perioden januari-juni 2008. Styrkan leddes (som namnet avslöjar) av Spanien. Övriga länder som ingick var Tyskland, Frankrike och Portugal. Gruppen blev avlöst av Frankrike och Tyskland (French-German based Battlegroup) samt Storbritannien (British Battlegroup)